# Mylène Jampanoï
Mylène Jampanoï (n. 12 de julio de 1980) es una actriz francesa de cine y televisión. 

## Biografía
Mylène Jampanoï nació el 12 de julio de 1980 en la comuna francesa de Aix-en-Provence. Es hija de padre chino y madre francesa. Se casó con el actor y modelo indio Milind Soman en Goa en 2006, se conocieron durante las filmaciones de la película Valley of Flowers; posteriormente en 2009 se divorciaron.

## Carrera
| Año  | Película                  | Personaje         | Director         | Notas                           |
| ---- | ------------------------- | ----------------- | ---------------- | ------------------------------- |
| 2010 | Hereafter                 | Reportera Jasmine | Clint Eastwood   | Acreditada como Myléne Jampanoì |
| 2010 | HH, Hitler à Hollywood    | Mylène Jampanoï   | Frédéric Sojcher |                                 |
| 2010 | Gainsbourg (Vie héroïque) | Bambou            | Joann Sfar       |                                 |
| 2008 | Martyrs                   | Lucie             | Pascal Laugier   |                                 |
| 2006 | Valley of Flowers         | Ushna             | Pan Nalin        | Acreditada como Myléne Jampanoi |
| 2004 | Les rivières pourpres II  | Pénélope          | Olivier Dahan    |                                 |